# Окино-Ключевский угольный разрез
Оки́но-Ключе́вский у́гольный разре́з (дочернее общество ОАО «Интер РАО» ООО «Угольный разрез») — угледобывающее предприятие в Бичурском районе Республики Бурятия. Разрабатывает Окино-Ключевское месторождение бурых углей, находящееся в 85 км к юго-востоку от Гусиноозёрской ГРЭС, являющейся основным потребителем продукции предприятия. 
Разрез расположен в 1 км к северу от региональной автодороги Р441, в 5 км западнее села Окино-Ключи и в 40 км от районного центра — села Бичура. Ближайшая железнодорожная станция Харанхой расположена в 65 км к западу от предприятия.
В марте 2008 года ОАО «ОГК-3» было признано победителем конкурса на право пользования недрами участка сроком на 20 лет. Предприятие создано 10 сентября 2008 года. В 2009—2010 годах производились геологоразведочные изыскания. С 2011 года начата добыча угля, построен мост через реку Чикой, отвечающий требованиям грузоподъёмности, на станции Харанхой построен участок железнодорожной погрузки. C 2012 года — в структуре ОАО «Интер РАО».
Ориентировочные балансовые запасы угля марки 3Б данного участка превышают 66 миллионов тонн. Суммарные балансовые запасы угля Окино-Ключевского месторождения по категориям А+В+С1 и С2 составляют более 200 млн тонн.
В январе 2025 года было объявлено о начале проектирования железнодорожной линии от разреза к Гусиноозёрской ГРЭС. Построить железную дорогу планируют к 2028 году.